# Сербсько-хорватські відносини
Сербсько-хорватські відносини (серб. кир.: српско-хрватски односи, хорв. srpsko-hrvatski odnosi, srbijansko-hrvatski odnosi) — історичні та поточні двосторонні відносини між Сербією та Хорватією. Взаємини між цими двома державами напружені, сповнені конфліктів і суперечок, обтяжені недавніми воєнними подіями, які сприймаються діаметрально протилежно; вони потребують нормалізації та перебувають на етапі покращення.
Сербія має посольство в Загребі та два генеральні консульства: в Рієці та Вуковарі. Хорватія має посольство у Белграді та генеральне консульство в Суботиці. 
Хорватія — член ЄС і НАТО, а Сербія — кандидат на вступ до ЄС, у чому Хорватія її підтримує.
Обидві країни є також повноправними членами Процесу співпраці у Південно-Східній Європі, Пакту стабільності для Південно-Східної Європи, Центральноєвропейської ініціативи та Ініціативи співробітництва в Південно-Східній Європі.

## Загальні відомості
Сучасні Хорватія і Сербія встановили відносини влітку 2006 року, коли Хорватія офіційно визнала незалежність Сербії після того, як унаслідок проголошення незалежності Чорногорії припинив своє існування Державний союз Сербії та Чорногорії. До того Хорватія мала дипломатичні відносини з Сербією як республікою у складі Союзної Республіки Югославія, яка офіційно визнала незалежність Хорватії 9 вересня 1996 року після закінчення війни за незалежність Хорватії (березень 1991 — листопад 1995). 
З 1918 до 1941 та з 1945 по 1991 рік обидві країни входили до складу Югославії (Королівство Югославія і Соціалістична Федеративна Республіка Югославія). 
Зараз між ними 241 кілометр спільного кордону. Згідно з хорватським переписом населення 2011 року, у Хорватії проживало 186 633 серби. За даними сербського перепису населення 2011 року у Сербії налічувалося 57 900 хорватів. Обидві держави мають і тривалі прикордонні суперечки, які стосуються островів Шаренград і Вуковар.
Сербська та хорватська мови — взаємно зрозумілі стандартизовані різновиди сербохорватської мови, які є офіційними в Сербії та Хорватії відповідно. 

## Історія

### Середньовіччя
Хорвати допомагали сербам у протистоянні з аварами і булгарами, а коли франки напали на Хорватію, їм на допомогу відразу прийшли серби і спільними зусиллями визволили Хорватію. Коли Симеон спустошив Сербію, він одразу рушив на Хорватію. Тоді Захарій зі своїми сербами і Томіслав зі своїми хорватами виступили проти Симеона і розбили його. Згодом серби і хорвати боронили свої рубежі від угорських набігів. 
Вони давали пристановище одні одним (Людевит Посавський і сербські правителі Прибіслав і Захарія).
Після Великої схизми 1054 року на церковному соборі у Спліті 1059 року хорватський король Крешимир IV визнав папську владу і заборону богослужінь сербською мовою. Хорвати ще більше віддалилися від сербів, коли відмовилися від кирилиці, прийнявши латиницю. Остаточно вони порізнилися, коли король Звонимир отримав корону з Риму з зобов'язанням сплачувати данину Папі. І коли хорвати втратили свого останнього правителя Петара Свачича, тоді на хорватський престол у 1102 році в Задарі сів угорський король Коломан. Згодом хорвати і серби потрапили під владу чужоземців — Хорватія у ХІІ сторіччі під владу угорців, а Сербія у XV столітті під владу турків.

### Австрійський період

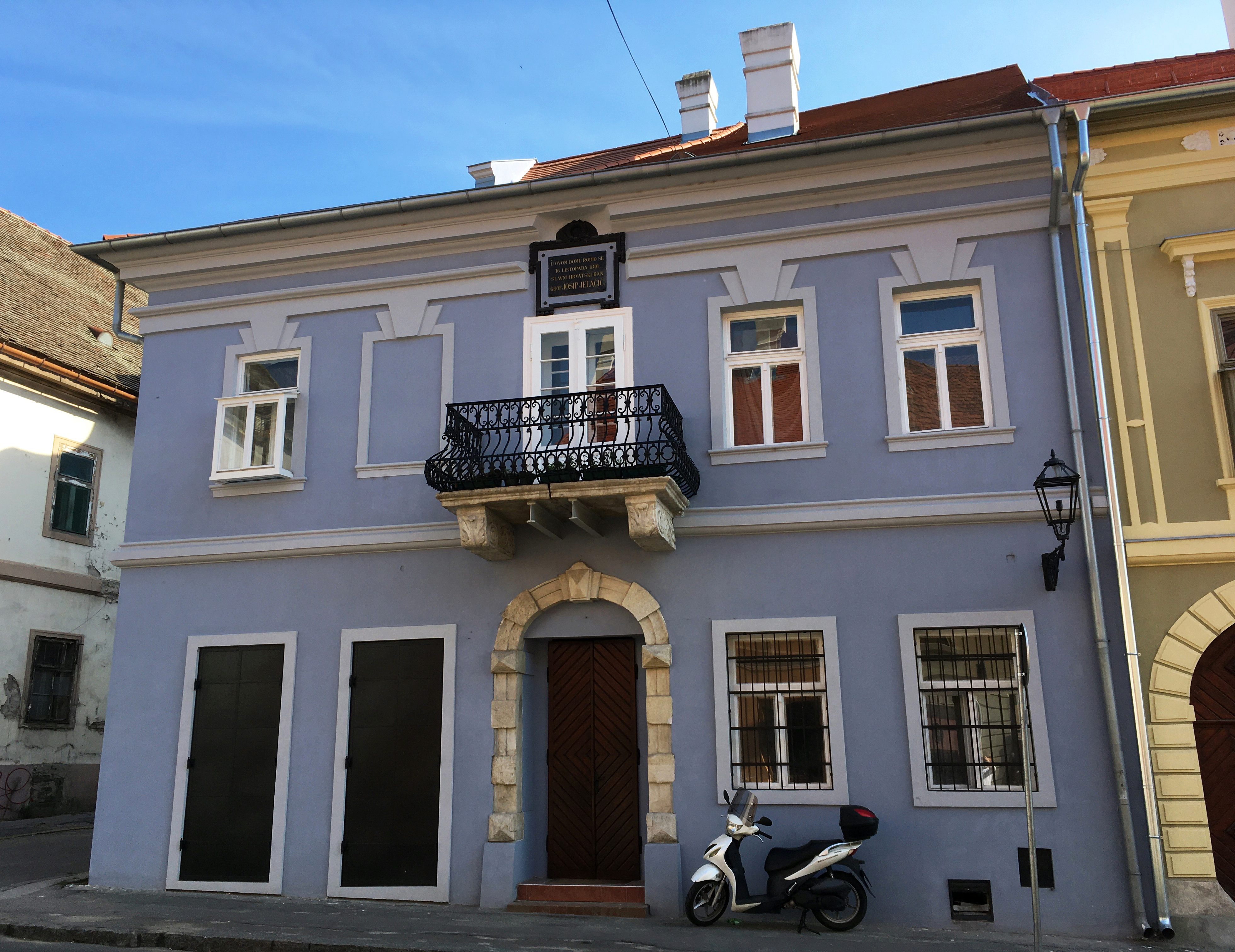
Рідний будинок бана Йосипа Єлачича, викуплений у приватних власників сербською державою та подарований хорватській меншині

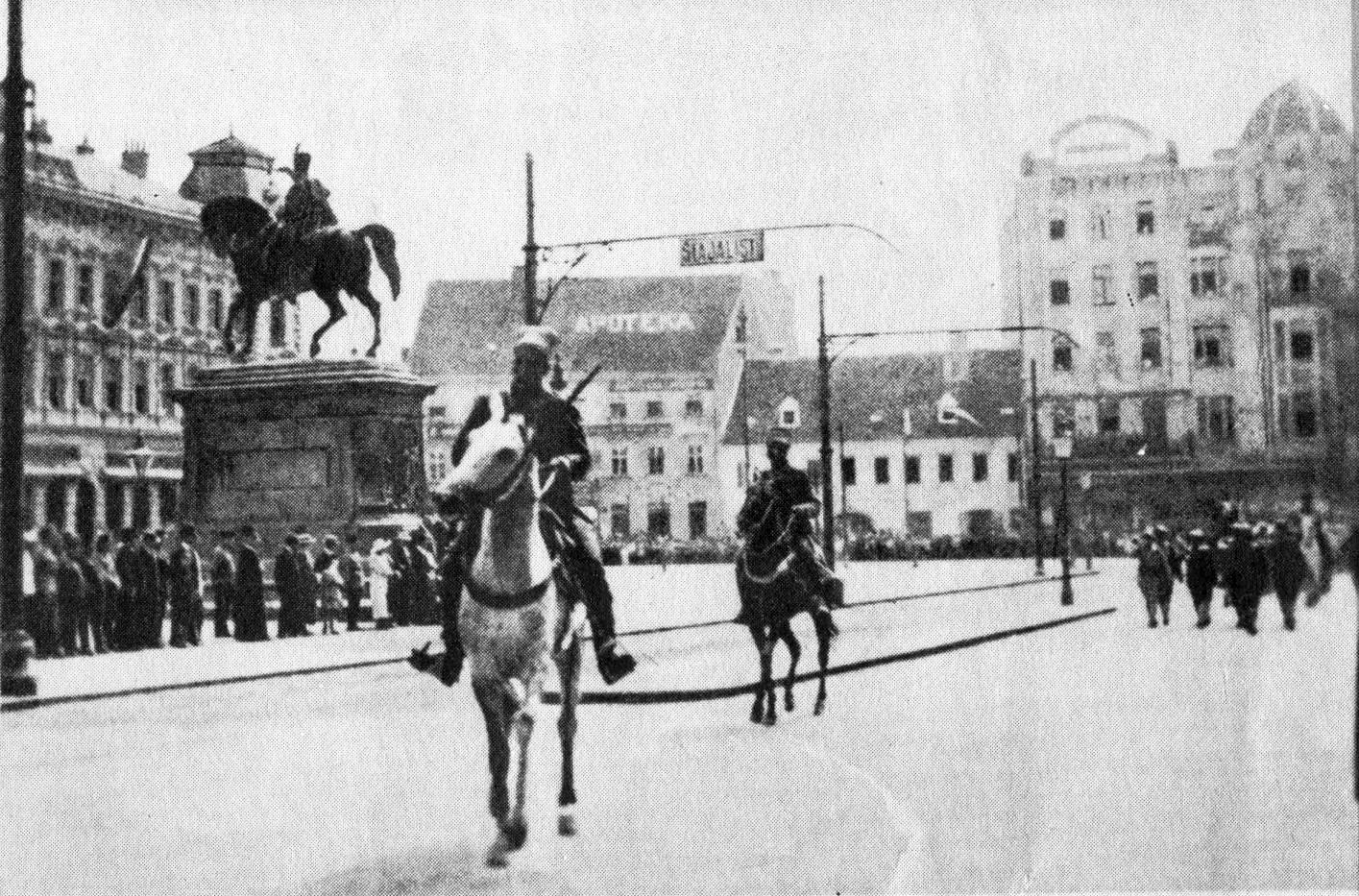
Делегація Королівської сербської армії на спільному параді на площі бана Єлачича в Загребі 1918 року

Багато хорватів і сербів мирно співіснували на широких просторах Габсбурзької монархії і з огляду на їх однакове становище підлеглих народів могли виступати спільно з певних питань. Перші сербсько-хорватські суперечності виникли у процесі націєтворення в середині XIX століття. Написана сербським міністром Іллею Гарашаніном таємна програма «Начертаніє» (1844) містила претензії на землі, населені болгарами, македонцями, албанцями, чорногорцями, босняками, угорцями і хорватами, об'єднуючи їх усі назвою Велика Сербія. План Гарашаніна також передбачав методи поширення сербського впливу на заявлені землі. Він запропонував способи впливу на хорватів, яких розглядав як «сербів католицької віри». Сербський мовознавець Вук Караджич уважав хорватів, які розмовляли штокавським наріччям, «католицькими сербами». 
Хорватія на той час була королівством у складі Габсбурзької монархії, а Далмація та Істрія були окремими коронними землями імперії Габсбургів. Хорватський мислитель і політик, прибічник хорватської єдності та незалежності Анте Старчевич, погляди якого були як антигабсбурзькі, так і антисербські, передбачав створення Великої Хорватії, яка включала б території, населені босняками, сербами та словенцями, вважаючи босняків і сербів хорватами, наверненими в іслам і православ'я відповідно, та розцінюючи словенців як «гірських хорватів».
Після потрясінь у монархії в 1848 році хорватська громадськість створила петицію «Вимоги народу», якою зажадала політичних змін, необхідних у межах монархії, щоб змінити стан хорватського народу: приєднання до Хорватії Далмації та Військового порубіжжя, скасування кріпацтва, а також економічної, судової, мовної та адміністративної незалежності від Угорщини. Ці вимоги хорватів не відповідали інтересам Угорщини, тому призначений на посаду хорватського бана угорець Карой Куен-Гедерварі пізніше зіграв на відмінностях у сербських і хорватських потребах, ухваливши спеціальні сербські закони та сприяючи сербам у суспільному, економічному та політичному житті Хорватії. Цим кроком бан використав сербів як союзників у боротьбі проти спроб Хорватії добитися незалежності, чим навпаки вганяв її у все більшу залежність від Угорщини.
1883 року виник Сербський клуб, який пізніше влився в уніоністську Народну партію. Куен-Гедерварі завдяки своїм вправним політичним маневрам і маніпулюванням виборчими округами допоміг Народній партії на виборах 1884 року отримати половину мандатів у парламенті та представляти інтереси Хорватії в парламенті Угорщини. Значну частину обраних представників Народної партії становили особи сербської національності, хоча вони становили лише 25% населення Хорватії. Завдяки цій перевазі в парламенті Сербський клуб виборов сербські закони 1884 року та поправки 1887 року, якими надавалася автономія православній церкві. За правління Куена-Гедерварі Сербський клуб через свій друкований орган «Српски лист» протистояв ідеї хорватського державного права з його вимогами щодо політичного права, яке, згідно з їх тлумаченням, було ратифіковано Волоськими статутами (особливе ставлення до Військового порубіжжя) упродовж XVII століття. 
Старчевич, який у 1861 році став співзасновником націоналістичної та іредентистської Партії права, доводив, що значна присутність сербів на територіях, на які претендувала Велика Хорватія, була результатом нещодавнього розселення, що заохочувала влада Габсбургів, і напливу таких етнічних груп, як влахи, які, прийнявши православне християнство, почали визначати себе як серби. Старчевич захоплювався босняками, оскільки, на його думку, вони були хорватами, які прийняли іслам, щоб зберегти економічну та політичну автономію османської Боснії та османської Хорватії. Після того, як Австро-Угорщина 1878 року окупувала Боснію і Герцеговину, а Сербія здобула незалежність від Османської імперії, відносини Хорватії та Сербії погіршилися, оскільки обидві сторони мали претензії на Боснію і Герцеговину. 1902 року в Королівстві Хорватія і Славонія передрук загребською Сербською самостійною партією статті серба Ніколи Стояновича під назвою Srbi i Hrvati («Серби і хорвати»), також відомої як Do istrage vaše ili naše («До погуби вашої або нашої»), спровокував великі антисербські заворушення. Стоянович заперечував існування хорватської нації та завбачав результат «неминучого» сербсько-хорватського конфлікту:
Цю боротьбу потрібно вести до знищення, або нашого, або вашого. Одна сторона повинна піддатися. Ця сторона буде хорватами через їхню меншість, географічне положення, змішання з сербами та тому, що процес еволюції означає, що сербство дорівнює прогресу.— Ніколи Стоянович, Србобран, 10 серпня 1902 р.
З відходом Куена-Гедерварі від влади в 1903 році політична ситуація між сербами і хорватами в Австро-Угорщині поступово налагодилася, і під керівництвом Анте Трумбича і Франа Супіла в 1905 році було досягнуто угоди між різними партіями (Рієцька резолюція і Задарська резолюція), а сербському народу надано статус політичної нації у Триєдиному Королівстві. З цим не погоджувалися Чиста партія права Анте Старчевича і Хорватська народна селянська партія Степана Радича, хоча причиною цієї угоди між партіями було усвідомлення того, що розбрат між хорватами та сербами в монархії йде лише на користь інтересам Угорщини і офіційного Відня та допомагає дедалі сильнішому італійському іредентистському руху. Міжпартійна угода привела до хорватсько-сербської коаліції. Це  не сподобалося офіційному Відню. 1909 року в Загребі відкрився судовий процес у справі про державну зраду, на якому 53 члени Сербської самостійної партії були звинувачені у змові з Королівством Сербія з метою об'єднання всіх південних слов'ян у єдину державу на шкоду Австро-Угорщині. Чиста партія права Йосипа Франка стала на бік офіційного Відня, накинувшись на сербів у Хорватії та хорватсько-сербську коаліцію, хоча в Хорватії така думка не переважала. Незважаючи на нестачу доказів, більшість «змовників» було визнано винними і відправлено в ув'язнення. Лідер коаліції Франо Супіло 1909 року теж одержав звинувачення у державній зраді. Після судового процесу Франо Супіло вийшов із хорватсько-сербської коаліції, яка згодом під проводом Светозара Прибичевича уклала в 1913 році угоду з угорською владою, таким чином припинивши діяльність як об'єднавчої сили сербів і хорватів в Австро-Угорській монархії.
Протягом Першої світової війни етнічні хорвати воювали в австро-угорській армії проти Королівства Сербія, а хорватський генерал Іван Заліс-Зеевіс був військовим губернатором окупованої Сербії. Деякі хорватські військовополонені зголосилися воювати на Салоніцькому фронті з сербською армією. 

### Югославський період

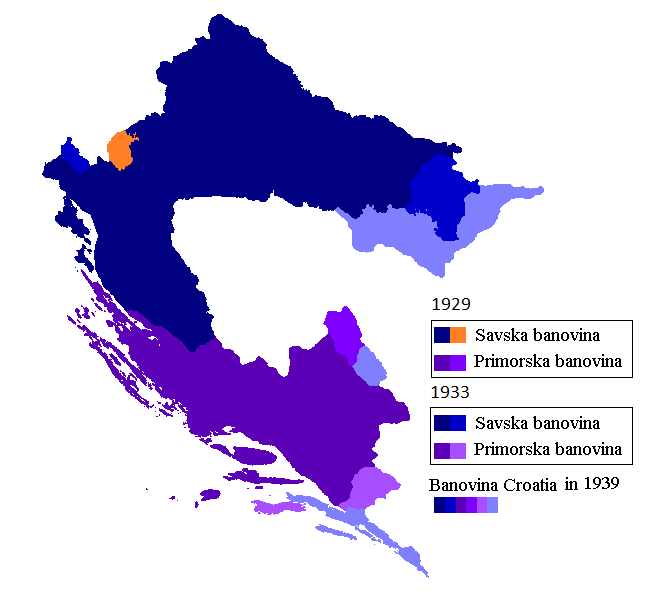
Створення Бановини Хорватії

29 жовтня 1918 р. хорватський парламент (Сабор) проголосив незалежність від Австро-Угорщини та вирішив приєднатися до новоствореної Держави словенців, хорватів і сербів, яка 1 грудня 1918 року увійшла в союз із Королівством Сербія, утворюючи Королівство сербів, хорватів і словенців. Початкове завзяття хорватів будувати нову державу згасло, оскільки республіканськими засадами такої держави знехтували, особливо після того, як на початку 1920-х років за прем'єрства Ніколи Пашича почали втілювати концепцію Великої Сербії. Тактикою поліційного залякування та фальсифікації голосування він зменшив роль опозиції до свого уряду в парламенті (головним чином прихильної до його хорватського суперника Степана Радича), створюючи сприятливе середовище для централізації влади в руках сербів загалом і сербських політиків зокрема. Поліційне насильство ще більше відштовхнуло хорватів, які почали домагатися власної держави. 20 червня 1928 року сербський депутат Пуніша Рачич, розлючений безперервними хорватськими заявами про те, що їх «експлуатує Сербія і що Сербія ставиться до них як до колонії», розстріляв у Народній скупщині (парламенті) у Белграді Степана Радича і п'ятьох інших хорватських політиків, яких підтримував широкий хорватський загал. Це призвело в січні 1929 року до королівської диктатури короля Олександра. Диктатура офіційно припинилася в 1931 році, коли король нав'язав більш унітарну конституцію та змінив назву держави на Югославію. Хорватська селянська партія, яку після загибелі Радича очолив Владко Мачек, продовжила виступати за федералізацію Югославії, що привело у серпні 1939 року до підписання угоди Цветковича-Мачека і створення автономної бановини Хорватія.

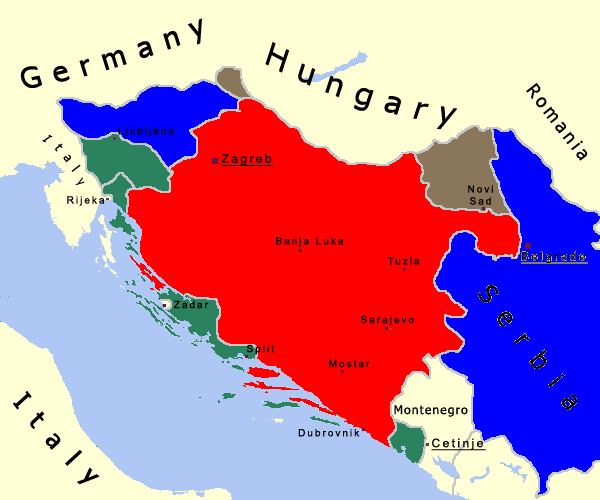
Незалежна Держава Хорватія (червоним) і Недичева Сербія у 1941—1944 роках

У квітні 1941 року Югославію окупували Німеччина та Італія, які утворили маріонеткову державу під назвою Незалежна Держава Хорватія, якою керувала прихильна країнам Осі партія усташів. Останні прагнули створити етнічно чисту Велику Хорватію, очищаючи її територію від сербів, а також євреїв і циган. Шляхом систематичного знищення в рамках кампанії геноциду усташівський режим позбавив життя близько 300—350 тис. сербів. Тільки в концентраційному таборі Ясеноваць було вбито приблизно 100 000 осіб, здебільшого сербів, циган, євреїв та інших. Такі партизанські сили, як четники, що складалися переважно із сербів і являли собою югославський роялістський і сербський націоналістичний рух, були замішані у воєнних злочинах і етнічних чистках проти мусульман і хорватів із метою створення Великої Сербії. Вони також підтримували відновлення сербської монархії. Деякі історики розглядають ці злочини як геноцид. За останніми оцінками, кількість смертей мусульман і хорватів, спричинених четниками в Хорватії та в Боснії і Герцеговині, коливається від 47 до 65 тис. Усташі та четники зазнали поразки від югославських партизанів, яких очолив хорватський комуніст Йосип Броз Тіто. Югославські комуністи скасували монархію та встановили однопартійний соціалістичний республіканський лад, заснувавши федерацію під керівництвом Комуністичної партії Югославії. Новостворена соціалістична югославська держава під диктатурою Тіто складалася із шістьох соціалістичних республік, серед яких були і СР Сербія, і СР Хорватія.

СР Хорватія (одна з шістьох республік СФРЮ) 1945—1991 років, у якій хорвати і серби були двома конституційними націями

Зміна територій Народної Республіки Хорватії та Народної Республіки Сербії (у межах ФНРЮ) у 1946—1948 рр. і Шаренградський та Вуковарський острови як спірні території між Сербією та Хорватією

З утворенням Другої Югославії в країні проголошувався принцип «братерства і єдності». Однак цей майже півстолітній період не було використано для з'ясування всіх непорозумінь між сербами та хорватами, як і не відбулося істотного примирення. Комуністичний режим і недемократичний характер Другої Югославії були не в змозі розв'язати це ключове питання, яке коштувало Югославії подальшого існування.

### Розпад Югославії
З ухваленням Конституції Хорватії 1990 року місцеві серби заявили про звуження їхніх конституційних прав, яке вони вбачали у тому, що в новому основному законі республіки їх не поставили на один рівень із хорватами (титульною нацією), як це було у комуністичній Хорватії, а лише згадали як одну з національних меншин у числі інших нацменшин. Серби у Хорватії часом змінювали національність, прізвища, приймали католицизм; траплялися звільнення з роботи за етнічною ознакою, що посилювало сербський націоналізм та вносило напруженість у відносини між двома країнами.
На початку 1990-х рр. у Хорватії спалахнув сербсько-хорватський конфлікт, глибинними причинами якого деякі дослідники називають різне ставлення сербів і хорватів до існування СФРЮ: Хорватія як одна з економічно найрозвиненіших республік СФРЮ була готова до відокремлення та прагнула цього, тоді як харизматичний тогочасний керівник Сербії Слободан Мілошевич заявляв, що всі серби мають жити в єдиній державі, якою і була для сербів Югославія. 
1991 року у відповідь на дії представників Сербських автономних областей застосовувалися акти перевірки сербів на лояльність хорватській владі, а також їх арешти та переслідування. У 1992—1994 рр. на сербсько-хорватських відносинах позначалася внутрішньополітична обстановка в Хорватії та Союзній Республіці Югославії, а також події громадянської війни в Боснії і Герцеговині. Союзна Республіка Югославія заохочувала сербів Хорватії до створення Республіки Сербська Країна, яка охоплювала третину всієї території Хорватії, та підтримувала її військово, зокрема шляхом окупації включених до Сербської Країни хорватських земель залишками контрольованої сербами Югославської Народної Армії (пізнішою Армією Югославії) в 1991—1992 роках.  

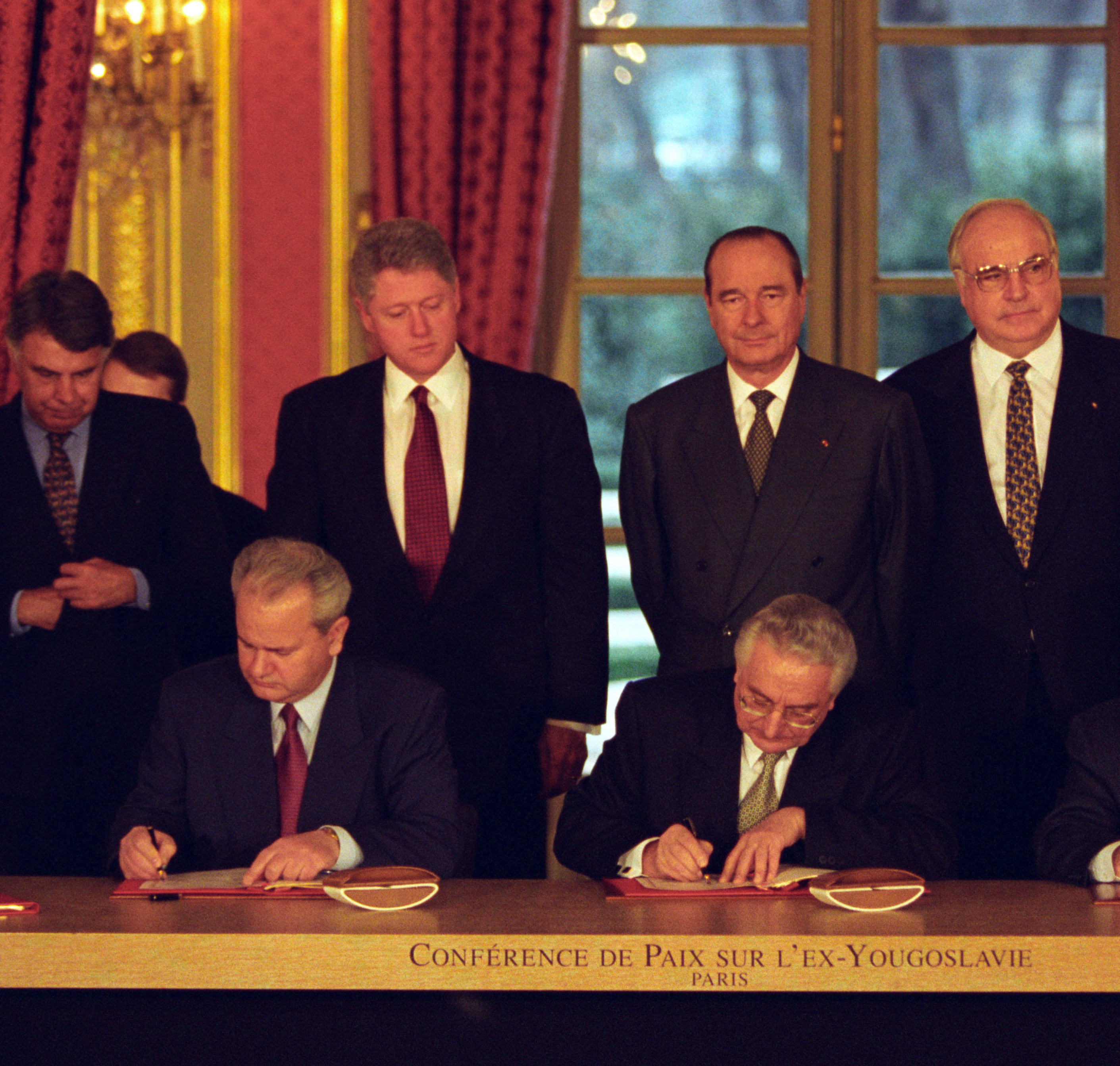
Президент Хорватії Франьо Туджман і президент Сербії Слободан Мілошевич підписують Дейтонські угоди в 1995 році.

Війна в Хорватії в 1991—1995 роках, у якій здебільшого хорвати протистояли сербам, обернулася трагічними наслідками: взаємні етнічні чистки сербського та хорватського населення, загибель понад 30 тис. людей, півмільйона біженців, знищені міста і села, негативні наслідки для економіки Хорватії (понад 30 млрд. доларів прямих збитків). Війна завершилася 1995 року після переможної для хорватів операції «Буря», в ході якої було ліквідовано сепаратистську Республіку Сербська Країна і відновлено хорватську владу на всіх територіях Хорватії, крім східної Славонії. Того ж року підписанням Дейтонських угод покладено край війні в Боснії і Герцеговині.

### 1996—2000
9 вересня 1996 року Хорватія та Третя Югославія, де провідну роль відігравала Сербія, встановили  дипломатичні відносини. Водночас залишалися територіальні суперечки (про розмежування півострова Превлака, Которської затоки, проблема з подунайським кордоном між Сербією та Хорватією). Також серйозну проблему продовжувало становити повернення сербських біженців на територію Хорватії.
У липні 1999 року Хорватія подала заяву до Міжнародного суду ООН, звинувачуючи Союзну Республіку Югославія у порушенні Конвенції про запобігання злочину геноциду та покарання за нього. Після того, як Загреб відхилив прохання відкликати його, Белград у 2010 році подав зустрічний позов. Судовий процес за взаємними звинуваченнями Сербії і Хорватії у геноциді тривав понад 15 років, і 3 лютого 2015 року Міжнародний суд ООН ухвалив рішення відмовити обом сторонам у задоволенні їхніх позовів, оскільки МТКЮ не знайшов доказів на підтримку позовних вимог. Суд визнав, що Сербія і Хорватія у ході міжетнічних воєн 1990-х років скоювали тяжкі злочини, але згідно з Конвенцією ООН, вони не підпадають під кваліфікацію «геноцид».

### 2000-ні

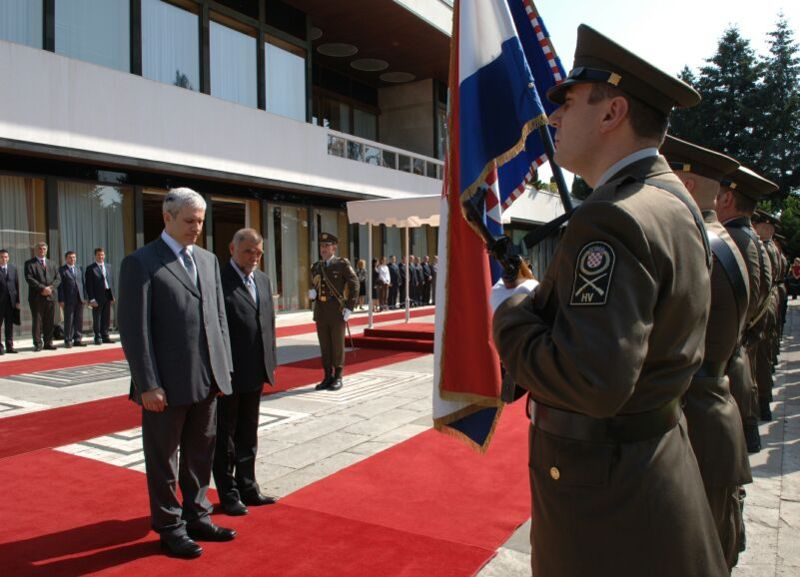
Президент Сербії Борис Тадич і президент Хорватії Степан Месич у Загребі 2007 року

На початку ХХІ ст. відбувається пожвавлення економічних, політичних і культурних відносин між двома країнами, проявляється тенденція до покращення взаємин, що великою мірою пов'язано з євроінтеграційними процесами в обох державах, намаганням примиритись і розв'язати серйозні проблеми останніх двох десятиліть. Одначе між двома країнами і далі зберігається напруженість і складність відносин, зокрема через пам'ять про історичне минуле, у т. ч. події 1991—1995 рр., релігійний чинник, різні позиції у ряді міжнародних проблем.
У вересні 2003 року президент Хорватії Степан Месич відвідав Белград, що стало першим візитом глави хорватської держави до Сербії та Чорногорії після проголошення незалежності Хорватії 1991 року. Під час його візиту президент Сербії та Чорногорії Светозар Марович вибачився за «все зло, заподіяне будь-яким громадянином Чорногорії та Сербії будь-кому в Хорватії» під час війни, що спонукало Месича вибачитися перед «усіма тими, хто зазнав болю чи шкоди в будь-який час від громадян Хорватії, які вчинили насильство або діяли протизаконно».
2005 року Хорватія ратифікувала двосторонню угоду з Сербією та Чорногорією про захист сербської і чорногорської меншини в Хорватії та хорватської меншини в Сербії та Чорногорії.

### 2010-ті

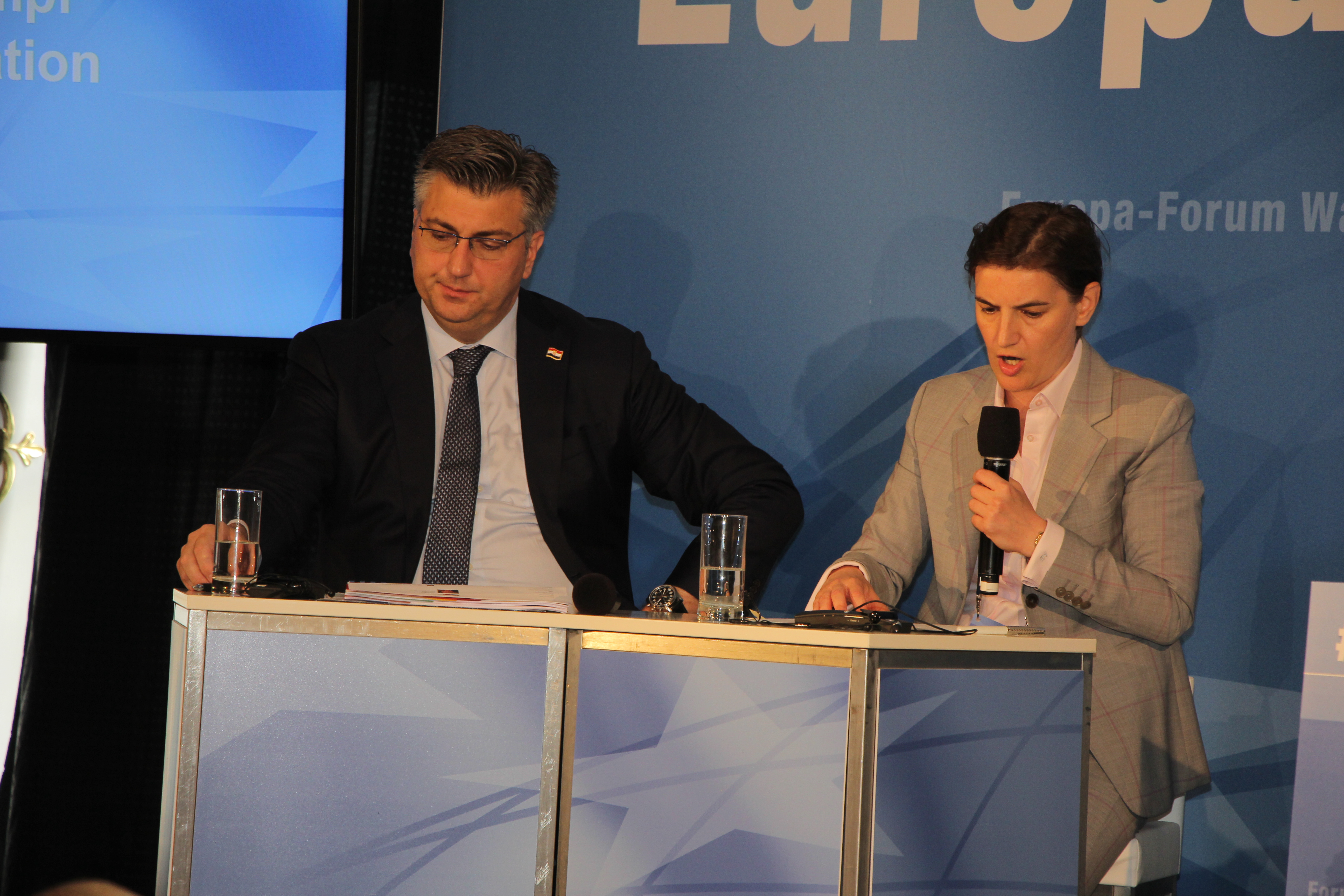
Прем'єр-міністр Хорватії Андрей Пленкович зі своєю сербською колегою Аною Брнабич у 2018 році на Європейському Форумі у Вахау

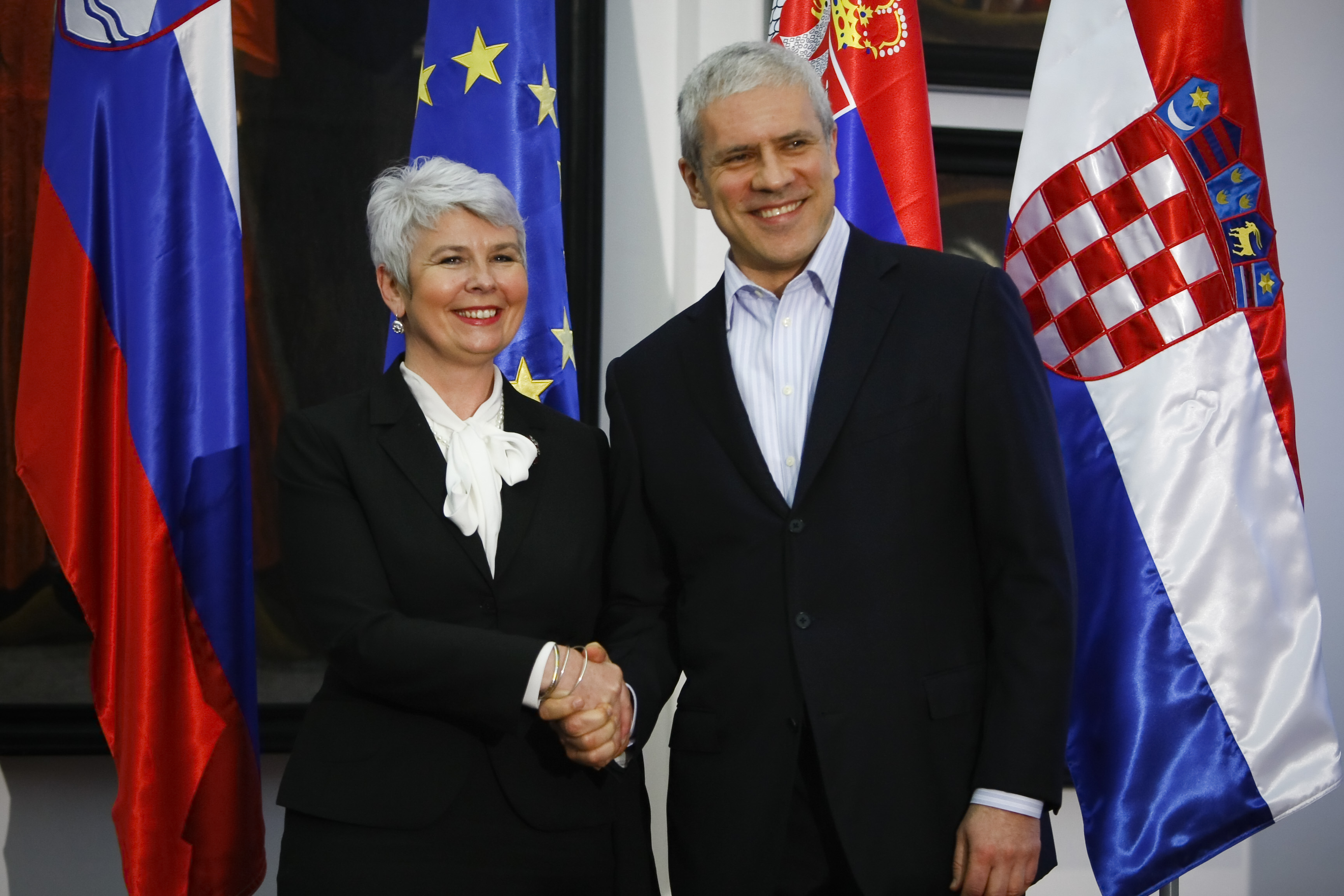
Президент Сербії Борис Тадич і прем'єр-міністр Хорватії Ядранка Косор у Птуї, 2010

У листопаді 2010 року президент Сербії Борис Тадич відвідав Меморіал Вуковарської різанини і попросив пробачення за цей злочин. Він сказав, що приїхав туди, щоб «створити можливість для хорватів і сербів розгорнути нову сторінку їхніх історій». Він також привіз частину зниклої документації, вивезеної в Сербію після мирної реінтеграції хорватського Придунав'я та необхідної для з'ясування того, що трапилося з людьми, які все ще вважалися зниклими безвісти після падіння міста перед силами ЮНА в 1991 році. Президент Хорватії Іво Йосипович у свою чергу відвідав місце різанини в Паулиному Дворі, де теж попросив вибачення. Йосипович сказав, що «примирення також означає розуміння поневірянь інших», що «примирення є їхньою метою» і що «Хорватія та Сербія знову стануть двома дружніми сусідніми країнами».
У травні 2014 року паводкові води в південно-східній Європі завдали найбільшої шкоди Сербії та Боснії і Герцеговині. Хорватія, яка постраждала меншою мірою, надала військовий транспорт, чимало рятувальників і 65 тонн питної води в охоплені стихією райони Сербії Хорватський Червоний Хрест пожертвував для потерпілих від повені 71 386,90 євро Боснії і Герцеговині та 57 168,47 євро Сербії.
У квітні 2018 року в Хорватії оголосили персоною нон грата сербського міністра Александра Вуліна за заяву про те, що «лише Верховний головнокомандувач сербської армії — Александар Вучич — може вирішити про мій в'їзд у Хорватію, а не хорватські міністри». У відповідь на це сербська влада заборонила в'їзд у Сербію тодішньому міністру оборони Хорватії Даміру Крстичевичу. В ті роки Вулін заробив репутацію людини, яка часто ображала хорватських урядовців і хорватську державу, називаючи їх у своїх публічних заявах фашистами, усташами, злочинцями. Того самого місяця, коли хорватська делегація відвідувала Народні збори Сербії, ультранаціоналістичний сербський політик Воїслав Шешель у супроводі членів його Сербської радикальної партії потоптався перед хорватською делегацією по хорватському прапору та показово облаяв хорватів. У відповідь хорватська делегація на чолі з Горданом Яндроковичем скасувала свій візит.
У червні 2016 року в сербському місті Суботиця, де проживає численна хорватська громада, підписано «Декларацію про розвиток відносин і розв'язання відкритих питань Сербії та Хорватії», де містяться важливі пункти про взаємний захист прав нацменшин в обох державах, про кордон на спірних відрізках, про пошук зниклих громадян обох країн упродовж збройних конфліктів у колишній Югославії, про спільну боротьбу з міжнародним тероризмом і міграційною кризою та про взаємодію Белграда і Загреба у спільних проєктах і проєктах ЄС. 
Процес нормалізації взаємин між Сербією та Хорватією значною мірою обумовлюється пріоритетними завданнями обох держав на шляху демократизації та вступу до ЄС і НАТО. Прийнята 2009 року в члени НАТО Хорватія стала в 2013 році і повноправним членом ЄС, тоді як Сербія продовжує бути кандидаткою на вступ до Євросоюзу, процес приєднання до якого, на думку президентки Хорватії Колінди Грабар-Кітарович, ускладнює низка двосторонніх питань між країнами, особливо проблема долі зниклих безвісти протягом конфліктів 1990-х років у колишній Югославії. Країни відрізняються і своїми позиціями з міжнародних питань: позиція Хорватії у питаннях відносин з Російською Федерацією та санкцій проти неї і з проблеми незалежності Косова збігається з офіційними рішеннями ЄС, тоді як Сербія не бажає приєднуватись до цих санкцій, а в другому питанні тільки фактично визнає становище, що склалося у тому колишньому сербському краї, не змирившись зі втратою своєї території. 2015 року Колінда Грабар-Кітарович заявляла, що Сербії слід запровадити санкції проти Росії, яка порушує міжнародне право. Нормально ставлячись до особливих відносин і дружби між Сербією та Росією, вона водночас зазначила, що у момент, коли весь Євросоюз і сучасний світ уводить відносно Росії режим санкцій, Сербії треба збалансувати свою позицію так, щоб поважати міжнародні санкції, бо вони введені не без причини. Керівництво Росії, яка, за її словами, порушила міжнародний правопорядок ХХІ сторіччя, мусить повернутися на шлях поваги та підтримки міжнародних відносин.
У лютому 2018 року хорватський прем'єр Андрей Пленкович висловився про необхідність розв'язання питань воєнних злочинів, захисту меншин, долі безвісти пропалих, кордонів і репарацій, зазначивши, що лише після цього Белград і Загреб можуть примиритися й почати співпрацю у рамках ЄС.

### 2020-ті
2020 року батьківський дім бана Хорватії Йосипа Єлачича, збудований у XVIII столітті та розташований у Петроварадині, викупила у приватних власників сербська влада. Пізніше будинок реконструювали і передали в дар хорватській громаді.
Під час сербських протестів у липні 2020 президент Сербії Александар Вучич поклав вину за протести на Хорватію.
29 грудня 2020 року в центральній Хорватії трапився потужний землетрус з епіцентром у Петрині. Президент Сербії Александар Вучич оголосив, що Сербія готова допомогти Хорватії як фінансово, так і технічно. Наступного дня уряд Сербії вирішив пожертвувати Хорватії на покриття збитків від землетрусу 1 000 000 євро. Додатково Сербська торгово-промислова палата пожертвувала 50 000 євро. Член сербської делегації, яка мала доправити гуманітарну допомогу в постраждалі від землетрусу райони, Мілош Стойкович без попередження прибув у хорватське місто Книн (колись столицю самопроголошеної Країни), звідки провів пряму трансляцію у Facebook, заявляючи, що «Книн — це окуповане сербське місто», і оголошуючи про «повернення Республіки Сербська Країна» та «зняття хорватського прапора з Книнської фортеці». Його відео стало вірусним і спричинило дипломатичний інцидент. Посольство Хорватії у Белграді надіслало ноту протесту сербському міністерству закордонних справ. За словами хорватського посла Хідаєта Бішчевича, МЗС Сербії усно відмежувалося від заяв Стойковича, однак хорватська сторона також заявила, що очікує письмової відповіді від сербського уряду. Пізніше Стойкович назвав хорватську ноту протесту «ганебною».
У липні 2021 року Хорватія оголосила, що після приєднання до єврозони на її валюті з'явиться зображення Ніколи Тесли. Представники Національного банку Сербії заявили, що такий крок був би недоречним, і подали скаргу до своїх колег із ЄС. Суперечка щодо етнічного походження Тесли вже давно впливає на двосторонні відносини обох держав.
У липні 2022 року Хорватія та Сербія вступили в дипломатичний спір через приватну поїздку Александара Вучича з метою покладання квітів до меморіалу на місці концтабору часів Другої світової війни Ясеноваць, яку уряд Хорватії заблокував на тій підставі, що такі президентські візити потребують «домовленостей між двома сторонами». Влада Сербії негайно відреагувала, встановивши аналогічні обмеження для всіх хорватських офіційних осіб, які подорожують її територією, вимагаючи від них спеціального повідомлення та пояснень про свій візит або проїзд через Сербію. Тим часом візит президента Сербії відклали, щоб подати запит на офіційний візит.
У жовтні 2022 року на першому засіданні Європейської політичної спільноти у Празі (Чехія) Європейський Союз на прохання Хорватії в рамках восьмого пакету санкцій проти Росії попросив додатково заборонити імпорт російської нафти в Сербію через хорватський порт Омішаль по Адріатичному нафтопроводу (JANAF), що викликало дипломатичний розрив між двома країнами.
У травні 2023 року після того, як хорватські ЗМІ розкритикували Вучича після стрілянини в школі у Белграді та масових убивств у селі Дубона біля Младеноваца і селі Мало-Ораш'є коло Смедерева, він обвинуватив політичну опозицію у своїй країні в тому, що вона одержує інструкції від Хорватії. Це також сталося після статті у New York Times, яка розкрила його ймовірні зв'язки з організованою злочинністю в Сербії. Водночас сербські ЗМІ розпочали кампанію з покращення вітчизняного іміджу Вучича, стверджуючи, що «президент Вучич — єдина противага пануванню усташів на Балканах» і що «наступники Гітлера у Хорватії б'ють по всьому сербському». Наприкінці травня 2023 року Вучич знову звинуватив Хорватію в нібито спробі повалити уряд Сербії. Прем'єр-міністр Хорватії Пленкович відповів заявою, що Хорватія не має прихованих планів повалення уряду будь-де в регіоні, включаючи Сербію.

## Косовське питання
У лютому 2008 року президент Хорватії Степан Месич після оголошення незалежності Косова відвідав Приштину. Такі дії хорватського президента викликали різку критику з боку президента Сербії Бориса Тадича. Сербія не визнає незалежність Косова, вважаючи край своєю територією.
19 березня 2008 року Хорватія визнала Косово незалежною та суверенною республікою. 7 листопада 2008 року Хорватія відкрила своє посольство у Приштині, а 19 лютого 2010 року Косово відкрило своє посольство в Загребі. 2010 року Степан Месич закликав усі держави світу визнати незалежність Косова у зв'язку з тим, що це стало новою реальністю. Зближенню позицій Хорватії та Косова сприяли євроінтеграційний шлях і боротьба за незалежність, а також війна у республіках Югославії 1991—1995 рр., протягом якої, за деякими даними, добровольці з цього краю воювали у складі хорватських збройних сил.
У жовтні 2013 р. відбувся дводенний візит до Белграда хорватського президента Іво Йосиповича, який став важливим кроком у нормалізації сербсько-хорватських відносин.
Наприкінці травня 2023 прем'єр-міністр Хорватії Андрей Пленкович прокоментував кризу в Північному Косові, зазначивши, що Хорватія зацікавлена, щоб у Косові був мир. Він заявив, що міжнародне співтовариство має стати посередником у цій справі, щоб забезпечити участь косовських сербів із Північного Косова в демократичних процесах країни.